# Exaltación de la Cruz (partido)
Pour les articles homonymes, voir La Cruz.
Exaltación de la Cruz est un partido de la province de Buenos Aires dont le chef-lieu est Capilla del Señor.